# Metsavan
Metsavan är en ort i Armenien. Den ligger i provinsen Lori, i den nordvästra delen av landet, 120 kilometer norr om huvudstaden Jerevan. Metsavan ligger 1 576 meter över havet och antalet invånare är 4 767.
Terrängen runt Metsavan är huvudsakligen kuperad, men söderut är den platt. Närmaste större samhälle är Tasjir, 10,1 kilometer sydost om Metsavan.
Trakten runt Metsavan består i huvudsak av gräsmarker. Runt Metsavan är det ganska tätbefolkat, med 96 invånare per kvadratkilometer.